# Savynci (Charkovská oblast)
Savynci (ukrajinsky Савинці, rusky Савинцы – Savincy) je sídlo městského typu v Charkovské oblasti na Ukrajině. K roku 2017 měly přes pět tisíc obyvatel.

## Poloha a doprava
Savynci leží na levém, severním břehu Severního Doňce, přítoku Donu v úmoří Azovského moře. Do Severního Doňce se zde vlévá říčka Savynka. Od Balakliji, správního střediska rajónu, jsou Savynci vzdáleny přibližně sedmnáct kilometrů jihovýchodně, a od Charkova, správního střediska oblasti, jsou vzdáleny přibližně sto kilometrů jihovýchodně.
Obec má železniční stanici na železniční trati Charkov–Horlivka, po které jezdí vlaky z Charkova přes Izjum do Horlivky, hlavního železničního uzlu v Donbasu.

## Dějiny
První písemná zmínka o obci je z roku 1671. Sídlem městského typu jsou Savynci od roku 1959.